# Nicéa Maggessi Trindade Wilder
Nicéa Maggessi Trindade Wilder (Alfenas, 28 de julho de 1928 – Tucson, 28 de julho de 2019) foi uma palinóloga brasileira, radicada nos Estados Unidos, pioneira no estudo de megásporos no Brasil e a primeira mulher a trabalhar no Departamento Nacional da Produção Mineral.

## Biografia
Nicéa nasceu na cidade mineira de Alfenas, em 1928, mas se criou em Belo Horizonte. Mudou-se para a cidade do Rio de Janeiro para ingressar no curso de História Natural da Universidade Federal do Rio de Janeiro (UFRJ). Ingressou na antiga seção de paleontologia do Departamento Nacional de Produção Mineral (DNPM) onde atuou na análise da palinologia de carvão. Foi pioneira no estudo de megásporos no Brasil, principalmente dos estados da região sul, publicando dezenas de artigos científicos de referência no período.
Foi professora assistente da cadeira de paleontologia do Instituto de Geociências da Universidade Federal do Rio de Janeiro, coordenada pelo professor Júlio Magalhães. Em 1972, casou-se com o norte-americano John Wilder e se muda para o estado do Arizona, onde obtém um doutorado em geociências pela Universidade do Arizona, continuando seus estudos sobre megásporos, desta vez com abrangência mundial.
Bastante ativa na comunidade científica do Arizona, Nicéa participou de diversos congressos e simpósios de palinologia, além de figura presente na comunidade brasileira da cidade.

## Morte
Nicéa morreu em 28 de julho de 2019, em Tucson, aos 91 anos. Deixou o marido e vários sobrinhos. Seu corpo foi cremado no Desert Rose Heather Cremation & Burial, em Tucson.